# Оттович-Воловская, Ванда Павловна
Ванда Павловна Оттович-Воловская (8 августа 1934, Херсон, УССР — 7 апреля 2010, Самара, Российская Федерация) — актриса, заслуженная артистка РСФСР, актриса Самарского академического театра драмы им. М.Горького.

## Биография
В 1957 г. окончила Одесский политехнический институт, в 1968 г. — Государственный институт театрального искусства в 1968 г., педагог — Михоэлс Н. С.
Работала в театрах Одессы, Советской Гавани (1960—1962), Приморском краевом Драматическом театре им. М.Горького (Владивосток) (1962—1965), Саратова (1965—1966), Куйбышевского драматического театра имени М. Горького (1966—1979), Ташкента (1979—1980), Воронежском академическом театре драмы им. А.Кольцова (1980—1991).
Актриса Самарского театра драмы с 1991 г.
Преподавала актёрское мастерство в Самарской государственной академии культуры и искусств.
В 1976—1979 гг. — Председатель Куйбышевского отделения Всесоюзного театрального общества, в 1994—2006 гг. — Самарского отделения Союза театральных деятелей России. В 1996—2006 гг. — член Секретариата СТД РФ.
Умерла в Самаре. Похоронена на «Аллее актёров» городского кладбища.

## Работы в театре
За все годы работы в российском театре ей сыграно более 100 ролей, в Самаре — более 50-ти. Неоднократно участвовала в гастролях театра в Москве и Санкт-Петербурге. В 70-е годы представляла культуру Самарской области с поездом Дружбы в Болгарии.
Аркадина («Чайка» — Антон Чехов); Василуца («Каса маре» — Ион Друцэ); Жозефина («Наполеон и корсиканка» — Губач Н.); Ивон («Ужасные родители» — Жан Кокто); Комиссар («Оптимистическая трагедия» — Всеволод Вишневский); Мария Стюарт («Мария Стюарт» — Фридрих Шиллер); Марсела («Мадридская сталь» — Лопе де Вега); Мурзавецкая («Волки и овцы» — Александр Островский); Софья («Зыковы» — Максим Горький); Юлия («В этом милом старом доме» — Алексей Арбузов).
В последние годы была одной из самых востребованных актрис старшего поколения. В её репертуаре — центральные роли в пьесах современных русских и зарубежных авторов: П. Гладилина — спектакль «Афинские вечера» (роль Людмилы), А. Иванова — «Божьи одуванчики» (Анастасия), А. Менчелла «С тобой и без тебя» (Люсиль), также В. Оттович исполняла во всемирно известном мюзикле «Звуки музыки» роль Аббатисы.

## Награды и звания
- Заслуженный артист РСФСР (1976).

Награждена Орденом Дружбы, Почетным знаком Губернатора Самарской области «За труд во благо земли Самарской».